# Lepidothrix
A Lepidothrix a madarak osztályának verébalakúak (Passeriformes) rendjébe és a piprafélék (Pipridae) családjába tartozó nem. Az ide tartozó fajokat régebben a Pipra nembe sorolták.

## Rendszerezésük
A nemet Charles Lucien Jules Laurent Bonaparte francia ornitológus írta le 1854-ben, az alábbi 8 faj tartozik ide:
- Lepidothrix serena
- Lepidothrix suavissima
- kékkoronás pipra (Lepidothrix coronata)
- Lepidothrix isidorei
- Lepidothrix coeruleocapilla
- Lepidothrix nattereri
- Lepidothrix vilasboasi
- opálpipra (Lepidothrix iris)

## Előfordulásuk
Dél-Amerika területén honosak. A természetes élőhelyük szubtrópusi és trópusi esőerdők és cserjések.

## Megjelenésük
Testhosszuk 7,5-9 centiméter közötti.

## Életmódjuk
Kisebb gyümölcsökkel és rovarokkal táplálkoznak.